# Branko Tuđen
Branko Tuđen (* 4. September 1950 in Igrišće, Gemeinde Jakovlje) ist ein kroatischer Journalist, Herausgeber, Publizist und Sportredakteur.

## Karriere
Branko Tuđen wurde 1973 Journalist und später auch Sportredakteur. Seit 1983 ist Tuđen Reporter für die Innenpolitik und seit 1986 ist er auch als politischer Kommentator tätig. Seit dem 15. November 1992 ist Branko Tuđen der Herausgeber der Večernjeg lista. Diese Position hielt er bis zum 15. Mai 2001 inne. Vom November 1996 bis zum Dezember 1998 war Tuđen Chefredakteur der politischen Wochenzeitung Horizont. In der Zeit vom 11. Juni 2001 bis zum 11. März 2008 war er Chefredakteur der Sportnachrichten. Von 1996 bis 2000 war er Mitglied des Executive Committee NK Melbourne in Tottenham.
Branko Tuđen erhielt Auszeichnungen von Milan Milanović. Darunter waren der kroatische SFK für den Sportjournalismus (kroat.: SFK Hrvatske za sportsko novinarstvo) (1984) und die "Goldene Feder DNH" (kroat.: Zlatnog pera DNH) (1986). 1987 wurde ihm der "Orden des silbernen Sterns" (kroat.: Ordenom rada sa srebrnom zvijezdom) verliehen und 1995 der Orden der kroatischen Danica mit der Abbildung von Antun Radić (kroat.: Redom Danice hrvatske s likom Antuna Radića).

## Werke
- "S političarima u četiri oka - Dnevničke bilješke glavnog urednika" (Naklada Ljevak, Zagreb 2007).